# Agim Qena
Agim Qena, född 1950 i Kosovo, död 2005, var en albansk karikatyrist.
Han påbörjade sin karriär som karikatyrist 1974.